# 2024년 태국 상원 선거 스캔들
2024년 태국 상원 선거 스캔들은 2024년에 선출된 태국 상원 의원들과 관련된 태국의 정치 스캔들이다. 이 스캔들은 100명 이상의 상원의원에 의한 조직적인 사기 및 매표 의혹을 포함한다. 이 스캔들은 선거관리위원회(EC)와 태국 특별수사국(DSI)을 포함한 두 가지 조사를 통해 조사가 진행 중이다.

## 배경
2024년 6월 9일부터 26일까지 실시된 2024년 태국 상원 선거는 2017년 태국 헌법에 따라 실시된 첫 상원 선거였다. 선출된 200명의 상원의원 중 153명은 품짜이타이당과 연계된 "블루 상원의원", 19명은 더 자유롭고 진보적인 진영의 "신세대 상원의원", 28명은 무소속 의원으로 분류된다.

## 조사
2025년 3월 6일, DSI는 2024년 선거와 관련된 불법 모임 및 관련 돈세탁에 대한 조사를 시작할 것이라고 발표했다. 2월 초, 상원 의장 몽콜 수라사짜는 선거에 대한 DSI의 조사를 강력히 반대했다.
2025년 3월 19일, EC는 선거 사기 민원을 조사하기 위해 26번째 소위원회를 구성했다고 발표했다.
2025년 5월 7일, EC는 2024년 선거에서의 투표 조작 관련 혐의로 상원의원 60명을 기소할 계획이라고 보도되었다.
2025년 5월 9일, EC는 투표 조작 혐의로 조사 중인 53명의 상원의원 중 6명에게 소환장을 전달했다. 방콕을 대표하는 이 6명의 상원의원은 아롱콧 보라키, 촉차이 끼띠타네수안, 지라삭 축함디, 피불랏 하루한프라칸, 웃티차트 깔야나미뜨라, 피수트 랏타나웡이었다. 주를 대표하는 47명의 상원의원은 소환장을 기다리고 있었다.
2025년 5월 14일, DSI는 2024년 선거 중 돈세탁을 조사하는 과정에서 약 1,200명의 용의자를 조사 중이라고 발표했다.

## 같이 보기
- 2025년 태국 정치 위기